# Orion KL Nebel
Der Kleinmann-Low-Nebel (auch bekannt als Orion KL-Nebel) ist eine aktive Sternentstehungsregion in der Milchstraße. Er ist ein Sternhaufen innerhalb einer Molekülwolke.
Der Kleinmann-Low-Nebel befindet sich im Herzen des Orionnebels und ist das aktivste Sternentstehungsgebiet in diesem Bereich. Wegen des dichten Staubs, der ihn umgibt, wird er hauptsächlich mit Infrarotlicht beobachtet, da sichtbares Licht ihn nicht durchdringen kann. Heiße Sternwinde zirkulieren von großen, jungen Sternen im Orionnebel und erhitzen das umgebende Gas. Dies führt dann zu einer Explosion, die wie eine fingerartige Intrusion aussieht. Er ist nach Douglas Kleinmann und Frank J. Low benannt, die den Nebel 1967 entdeckten. Zwischen 1972 und 1973 wurden mit den Teleskopen des Steward- und des Catalina-Observatoriums eine große Anzahl von Karten aufgenommen.
Die Leuchtkraft des Kleinmann-Low-Nebels beträgt etwa 3,828×1031 W, also etwa das 105-fache der Sonne, was den Nebel zum hellsten Bestandteil des OMC-1-Komplexes macht. Die Temperatur des Staubes, der den Kleinmann-Low-Nebel umgibt, wird auf etwa 70 Kelvin geschätzt. Man schätzt, dass der Nebel mit weniger als 600 Kelvin recht kühl ist, aber im fernen Infrarotbereich extrem aktiv. Innerhalb des Nebels ist das hellste beobachtete Objekt das Becklin-Neugebauer-Objekt.
Der Kleinmann-Low-Nebel ist reich an den Molekülen HCOOCH3, CH3OCH3 und deuteriertem Methanol und reich an entstehenden Sternen und Planetensystemen. 